# 2004年アテネオリンピックのオーストリア選手団
2004年アテネオリンピックのオーストリア選手団（2004ねんアテネオリンピックのオーストリアせんしゅだん）は、2004年8月13日から8月29日にかけてギリシャの首都アテネで開催された2004年アテネオリンピックのオーストリア選手団、およびその競技結果。

## 概要
今大会は金メダル2個、銀メダル4個、銅メダル1個の合計7個のメダルを獲得した。

## メダル
| メダル | 選手名                                              | 競技           | 種目                     |
| ------ | --------------------------------------------------- | -------------- | ------------------------ |
| 金     | ローマン・ハガラ ハンス・ペーター・シュタイナッハー | セーリング     | 男女混合トルネード級     |
| 金     | ケイト・アレン                                      | トライアスロン | 女子トライアスロン       |
| 銀     | マルクス・ローガン                                  | 競泳           | 男子100m背泳ぎ           |
| 銀     | マルクス・ローガン                                  | 競泳           | 男子200m背泳ぎ           |
| 銀     | クラウディア・ハイル                                | 柔道           | 女子63kg以下級           |
| 銀     | アンドレアス・ゲリツァー                            | セーリング     | 男女混合レーザー級       |
| 銅     | クリスチャン・プレーナー                            | 射撃           | 男子ライフル3姿勢個人50m |